# XXX godina
XXX godina, sedmi je i dvostruki album, uživo, hrvatskog rock sastava Prljavo kazalište, koji sadrži snimke s jubilarnog tridesetgodišnjeg koncerta, koji je sastav održao 17. siječnja 2009. godine u Areni Zagreb. Album je 2009. godine objavio Croatia Records.

## Sadržaj

### CD 1
1. Intro (3:13)
2. Tajno ime (3:48)
3. Pisma ljubavna (4:09)
4. Sve je lako (5:18)
5. Kao ja da poludiš (4:46)
6. Kiše jesenje (4:33)
7. Šteta što je... (4:18)
8. Ipak (4:27)
9. Ma kog me boga za tebe pitaju (1:39)
10. Oprostio mi Bog (1:28)
11. Tu noć kad si se udavala (2:05)
12. Na Badnje veče (1:15)
13. Ako tražiš nekoga (6:14)
14. Intro Heroj ulice (0:55)
15. Heroj ulice (7:17)
16. Dan za danom (1:57)

### CD 2
1. Crno bijeli svijet (3:21) (s Davorinom Bogovićem i Marijanom Brkićem)
2. Da mogu ispočetka (4:25)
3. Korak po korak (4:42)
4. El Klinjo (4:31)
5. Lupi petama (6:22)
6. Mojoj majci (6:17) (s Marijanom Brkićem)
7. Ne zovi mama doktora (3:59)
8. Previše suza u mom pivu (10:17)
9. Intro Mi pijemo (3:35)
10. Mi pijemo (3:49)
11. Marina (7:28)
12. Bis (0:25)
13. Radio Dubrava (4:59)
14. Subotom uvečer (5:19)[1]